# Ceca
Ceca (in serbo Цеца?), pseudonimo di Svetlana Ražnatović, nata Veličković (in cirillico: Светлана Ражнатовић?; Žitorađa, 14 giugno 1973), è una cantante e musicista jugoslava naturalizzata serba.

## Biografia
Inizia la sua carriera a 5 anni, ma è dopo il crollo del blocco orientale che inizia a farsi conoscere nel resto d'Europa, Partecipa a svariati Eurofestival, le sue specialità sono il turbo-folk e il pop folk. È una delle cantanti più famose ed amate dei Balcani, conosciuta anche a livello internazionale; in Italia ha ottenuto maggiore rilievo mediatico anche grazie agli immigrati balcanici nel paese.
Ceca comincia a cantare all'età di nove anni nella natia Žitorađa e fa il suo ingresso nel mondo dello spettacolo nel 1988, a quattordici anni, quando si esibisce al Festival musicale di Ilidža, a Sarajevo. La sua canzone Cvetak zanovetak (Nagging flower) riscuote molti apprezzamenti. Ceca è stata guidata da Dobrivoje Doca Ivanković, un compositore e produttore di musica folk che ha lanciato molte carriere negli anni settanta e ottanta (tra cui Šaban Šaulić).
I primi due album di Ceca (Cvetak zanovetak 1988 e Ludo srce 1989) sono realizzati con lo stile musicale folk della Serbia con alcune canzoni di impronta più moderna (Lepotan, Volim te). To Miki to, il suo terzo album, fu un grande successo nella ex-Jugoslavia, con 350 000 copie vendute. Ceca divenne la musicista più venduta dell'etichetta PGP-RTB, proprietà della Radio Televisione della Serbia e la terza artista folk donna più venduta della Jugoslavia, dopo Lepa Brena e Dragana Mirković. Proseguì nella stessa direzione con l'album successivo Babaroga (1991), che comprendeva un video musicale contenente riprese del gala di festeggiamenti per il suo diciottesimo compleanno (Hej vršnjaci).

### Principale successo discografico
La canzone Nevaljala del 1997 rimase per 17 settimane consecutive in testa alla pop chart serba, unico caso nella storia discografica serba. L'album contenente la canzone, Maskarada, vendette circa 400 000 copie nelle prime due settimane dall'uscita. La canzone venne inoltre utilizzata nel film rumeno În fiecare zi Dumnezeu ne sărută pe gură.

### Il matrimonio con Arkan
Željko Ražnatović, il criminale di guerra noto Comandante Arkan, conobbe Svetlana Veličković l'11 ottobre 1993 ad Erdut dove le aveva chiesto di esibirsi in onore dei tre anni di fondazione del suo gruppo paramilitare delle Tigri. Iniziò quindi una relazione tra i due che portò Arkan al divorzio dalla seconda moglie Natalija nel 1994 ed al matrimonio con Ceca il 19 febbraio 1995 a Belgrado.
Il giorno del matrimonio, un corteo di 50 jeep con alla testa Arkan si recò a Žitorađa, paese natale di Ceca: Ražnatović si presentò in costume tradizionale serbo e dovette colpire con un fucile una mela penzolante da una specie di canna da pesca posta sulla casa della sposa, tentativo che riuscì dopo sei colpi a vuoto. Successivamente il corteo ripartì per Belgrado, dove i due si sposarono nella chiesa dell'Arcangelo Gabriele: Arkan in tenuta da generale della prima guerra mondiale, Ceca in abito di seta bianca. L'unione fu inoltre ufficialmente "benedetta" da Slobodan Milošević.
Al ricevimento del matrimonio, presso l'hotel Intercontinental (lo stesso dove lo sposo verrà ucciso il 15 gennaio 2000), parteciparono circa 700 invitati, tra i quali esponenti dei servizi segreti serbi, troupe della BBC, Reuters ed Associated Press. Il video del matrimonio vendette circa 100 000 copie. Dal matrimonio, Arkan e Ceca ebbero due figli: Veljko ed Anastasija.

## Discografia

### Album in studio
- 1988 - Cvetak zanovetak
- 1989 - Ludo srce
- 1990 - Pustite me da ga vidim
- 1991 - Babaroga
- 1993 - Šta je to u tvojim venama
- 1994 - Ja još spavam u tvojoj majici
- 1995 - Fatalna ljubav
- 1996 - Emotivna luda
- 1997 - Maskarada
- 1999 - Ceca 2000
- 2001 - Decenija
- 2004 - Gore od ljubavi
- 2006 - Idealno loša
- 2011 - Ljubav živi
- 2013 - Poziv
- 2016 - Autogram

### Album dal vivo
- 1990 - To Miki, To
- 1991 - Babaroga
- 1993 - Kukavica + Tašmajdan
- 1995 - Hala Pionir
- 2002 - Marakana
- 2006 - Live Ušće
- 2013 - Live Ušće 2

### Remix
- 2005 - London MIX
- 2012 - C - Club